# Cladiella bottai
Cladiella bottai is een zachte koraalsoort uit de familie Alcyoniidae. De koraalsoort komt uit het geslacht Cladiella. Cladiella bottai werd in 1943 voor het eerst wetenschappelijk beschreven door Tixier-Durivault. 